# Crassula cotyledonis
Crassula cotyledonis är en fetbladsväxtart som beskrevs av Carl Peter Thunberg. Crassula cotyledonis ingår i släktet krassulor, och familjen fetbladsväxter. Inga underarter finns listade i Catalogue of Life.